# Liste des gares de la wilaya de Djelfa
La liste des gares de la wilaya de Djelfa est une liste des gares ferroviaires situées dans la wilaya de Djelfa , en Algérie.

## Gares ferroviaires dans la wilaya
La wilaya de Djelfa compte six gares. Elles sont exploitées par la Société nationale des transports ferroviaires (SNTF).
| Gare                 | Commune      | Lignes                |
| -------------------- | ------------ | --------------------- |
| Gare de Aïn Oussara  | Aïn Oussara  | Boughezoul à Laghouat |
| Gare de Birine       | Birine       | Tissemsilt à M'Sila   |
| Gare de Djelfa       | Djelfa       | Boughezoul à Laghouat |
| Gare de Hassi Bahbah | Hassi Bahbah | Boughezoul à Laghouat |
| Gare de Hassi Fedoul | Hassi Fedoul | Tissemsilt à M'Sila   |
| Gare de Sidi Ladjel  | Sidi Ladjel  | Tissemsilt à M'Sila   |

| \| Hassi Fedoul Birine Sidi Ladjel Aïn Oussara Djelfa Hassi Bahbah \| Localisation des gares de la wilaya de Djelfa |
| Hassi Fedoul Birine Sidi Ladjel Aïn Oussara Djelfa Hassi Bahbah                                                     |

## Lignes ferroviaires dans la wilaya
La wilaya est traversée par deux lignes : 
- la ligne de Tissemsilt à M'Sila ;
- la ligne de Boughezoul à Laghouat